# Micrathena spinosa
Micrathena spinosa là một loài nhện trong họ Araneidae.
Loài này thuộc chi Micrathena. Micrathena spinosa được Carolus Linnaeus miêu tả năm 1758.